# Marketa Kochta
Marketa Kochta (Praag, 14 juli 1975) is een tennisspeelster uit Duitsland. In 1991 kwam zij voor het eerst uit op een grandslamtoernooi, toen ze als qualifier op de Australian Open op het dames-enkeltoernooi uitkwam.
Haar vader Jiří Kochta, die ijshockey-coach was, coachte Marketa tot 1991. Marketa heeft een oudere zus Renata Kochta die ook op de WTA-tour heeft getennist. Ze trouwde in 2002 met de tennisser Jiří Vaněk, van wie ze twee zonen kreeg.